# Нова 4-та армія
Нова 4-та армія ( кит. трад. 新四軍, спр. 新四军, піньїнь: Xīn 4 Jūn піньінь Xīn 4 Jūn ) – одне зі з'єднань Національно-революційної армії Китаю, яке контролювалося китайськими комуністами.

## Перше формування
Створена у складі Національно-революційної армії 25 грудня 1937 року в Ханькоу під керівництвом комуністів з бійців та командирів колишньої Червоної армії (зокрема військ Сян Іна ) та партизанських загонів Центрального та Південного Китаю. В основному дії Нової 4-ї НРА розгорталися на північний захід та захід від озера Тайху. Армію названо «Новою» на честь раніше існуючої 4-ї НРА, якою з 1925 року командував Е Тін.
У ході переговорів про створення Нової 4-ї армії КПК наполягала на тому, щоб командувачем армії став комуніст Е Тін, один із керівник Наньчанського повстання та Кантонської комуни. Заступником Е Тіна став Сян Ін, член Політбюро ЦК КПК та один із творців китайської Червоної армії. Начальником штабу армії та командиром 3-ї бригади став комуніст Чжан Юньї, який закінчив військову школу Вампу. Командирами Червоної армії були і начальник політвідділу армії Ян Гобін та командир 1-ї бригади Цін Ні.
Частини Нової 4-ї армії вели бойові дії в Центральному Китаї в тилу японців, у районі Нанкіна, Шанхаю та Ханчжоу .

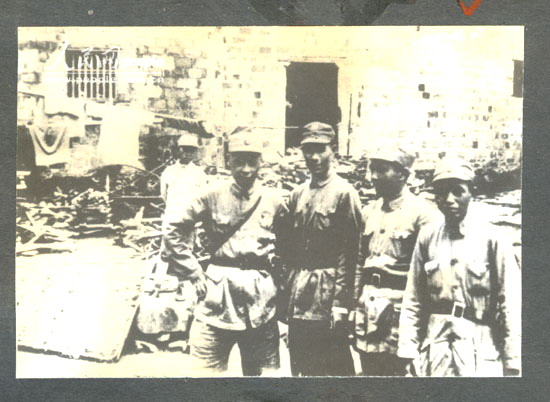
Командири 8-ї та Нової 4-ї армій

У другій половині 1940 року командування 8-ї та Нової 4-ї армій організувало найбільшу за всю війну військову операцію комуністичних армій проти японських загарбників — т.зв. « Битву ста полків ». У ній брало участь понад 400 тис. бійців. За три з половиною місяці боїв народні армії вивели з ладу понад 20 тис. ворожих солдатів та офіцерів та звільнили від противника територію з населенням понад 5 млн. людина, але в ході наступного контрнаступу японців змушені були відійти на вихідні позиції. Досвід операції привів керівництво КПК до необхідності переходу до тактики дрібних партизанських акцій проти японців без великомасштабних битв.
З весни 1940 року урядові війська під командуванням генерала Лі Цзунженя неодноразово завдавали ударів по Новій 4-й армії, відтісняючи її з районів, звільнених від японських військ.

## Загибель
На початку 1941 року внаслідок загострення відносин між КПК та Гоміньданом Чан Кайші зажадав, щоб Нова 4-та армія перейшла на північний берег Янцзи, а її чисельність була знижена. Незважаючи на виконання ультиматуму, 19 грудня 1940 року військовий міністр чунцинського уряду Хе Інцін підписав наказ про знищення Нової 4-ї армії. Війська генерала Гу Чжутуна в ході раптового нападу розгромили штабну колону армії, взяли в полон генерала Е Тіна і багатьох її вищих командирів. Заступник Е Тіна Сян Ін, поранений у бою, був схоплений та вбитий. Чан Кайші видав наказ про розформування Нової 4 армії. Частина військ Армії виявилися розбиті та розпорошені .

## Друге формування

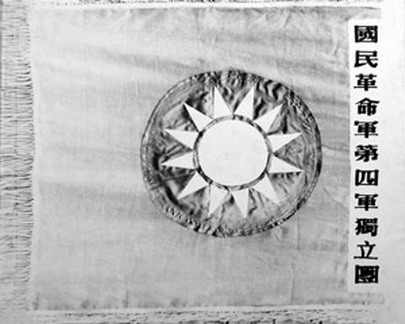
Прапор Нової 4-ї армії. 1935 р.

Постановою ЦК КПК від 20 січня 1941 року армія знову відновлювалася у кількості семи дивізій під назвою Нова 4-та НРА.
З весни 1941 року в лавах Нової 4-ї армії служив польовим лікарем Якоб Розенфельд, майбутній міністр охорони здоров'я КНР  .
На початку 1944 року чисельність армії становила близько 99 тисяч бійців. Командувачем армією став Чень І, його заступником - Чжан Юньї, комісаром деякий час був Лю Шаоці. Районами дії армії були Нанкін-Шанхайська та Шанхай-Ханьчжоуська залізниці та південна ділянка Тяньцзінь-Пуковської залізниці . Армія мала бази в провінції Цзянсу та частково в Хубеї .
Влітку 1946 року, після відновлення Громадянської війни в Китаї, на основі 8 армії, Нової 4 армії та Північно-Східної антияпонської об'єднаної армії була сформована Північно-Східна народно-визвольна армія.